# Vidko Fontgalandski
Vidko Fontgalandski (francosko Guy de Fontgalland), francoski deček ter Božji služabnik, * 30. november 1913, Pariz, † 24. januar 1925, Pariz.

## Življenje

### Starši
Vidkov oče je bil grof Pierre Heurard de Fontgalland (1884-1972), ki je bil po poklicu odvetnik, a  mati Marie Renée Mathevon (1880-1956). Ona je hotela med redovnice karmeličanke, on pa je bil navdušen katoličan. Spoznala sta se po posredovanju škofa iz Valence ter se poročila. V srce svojega sina sta že v zgodnji mladosti vcepila silno ljubezen do Jezusa. Njemu na ljubo je bil pripravljen tudi na najtežje odpovedi. 

### Otroštvo
Kot grofovski sin in prvorojenec je užival vso skrb svoje okolice. Ni pa ostal edinec. Ko mu je mati sporočila, da bo dobil bratca ali sestrico za igro, je odločno dejal:
»Ne maram sestrice.«
»Zakaj pa ne, moj otrok?«
»Ne maram deklic, ker jim je treba vedno popuščati, kadar se človek z njimi igra. Brat bo pa popuščal meni.« In tako je tudi bilo. 
Najhujše trpljenje je bil zanj zobobol, najhujši greh pa laž. Zato je odločno dejal: »Rajši bi imel zobobol ko da bi Jezuščka užalil z eno samo lažjo.« Odkritosrčnost je bila ena od najodličnejših kreposti njegovega značaja. Nemogoče mu je bilo karkoli prikrivati pred ljubljeno mamo. 

### Prva spoved in obhajilo
Ko je papež Pij X. izdal odlok o zgodnjem obhajilu, je določil kot leta razločevanja starost sedmih let. Takrat je dejal tudi: »Imeli bomo svete otroke!« In tako se je tudi zgodilo. . 
18. februarja 1921 se je Vidku izpolnila velika srčna želja: lahko je prejel zakrament svete spovedi. Svojih malih grehov se je spovedal z veliko natančnostjo. Ko je zapuščal cerkev, je dejal: „Mama, kakšen mir vlada v mojem srcu... Pojdiva zdaj v slaščičarno, da kupiva za Marka velik kolač.” Zgodilo se je. „Mama, daj da vsakemu revežu, ki ga srečava, kaj malega podarim!” Tudi to se je zgodilo.
Vidko se je pripravljal z veliko gorečnostjo na prvo sveto obhajilo. Imel je zvežček, v katerega si je zapisoval vsakodnevne žrtvice kot vrtnične lističe, ki jih bo na svoj veliki dan potresel pred Jezusove noge. 
Nekega dne se je prepiral z Markom in mu pri tem prisolil krepko zaušnico. Marko je jokal, vendar ga je Vidko miril s temile besedami: „Ne deri se vendar toliko; končno je bila le ena. Če se jaz ne bi bil pripravljal na sveto obhajilo, bi ti dal dve ali celo tri!”
Prvo sveto obhajilo je prejel dne 22. maja 1921 po skrbni pripravi ter daroval Jezusu 110 odpovedi in žrtev. 
Po prejemu svete hostije je zaslišal glas: »Moj ljubi, mali Vidko! Jaz te bom kmalu vzel z zemlje – ti boš umrl mlad. Ti ne boš postal moj duhovnik, ampak moj angel.« Vidko je dejal en resni, polni »da« k temu, čeprav še ni razumel popolnoma celotnega sporočila. »Jaz od Jezusa nisem ničesar zahteval; on mi je govoril in jaz sem ga samo poslušal ter mu preprosto dejal: 'Da',« - je razlagal zvečer svoji materi. Svoje skrivnosti pa ni izdal. 
To je zadržal zase kot največjo skrivnost, da ne bi žalostil svojih najbližjih, ki jih je zelo ljubil: matere, očeta in brata Marka (*1916).

## Bolezen in smrt
Julija 1924 je družina romala v Lurd. Porabil je sleherno uro prostega časa, da je molil pri votlini prikazovanj. Od tam se ni mogel ločiti, saj je bil kot Jezusov bratec tudi milostni Marijin otrok. Pri slovesu je zopet zaslišal skrivnosten glas, ki pa ni bil malega Jezusa, ampak mu je govorila nebeška Mati: „Moj ljubi, mali Vidko! Kmalu bom prišla, da te vzamem. Vzela te bom neke sobote iz rok tvoje matere in te bom vodila naravnost v nebesa.” 
Enajsti rojstni dan so obhajali nadvse slovesno. Nihče razen njega ni slutil, da bo to zadnji. 7. decembra, pred praznikom Brezmadežne, je legel še popolnoma zdrav. Sredi noči pa je zakričal na pomoč; pomislil je, da ga bo zadušilo. Oče je pohitel po zdravnika; Vidko je izrabil priložnost, da materi razodene svojo skrivnost. 
„Moj ljubček, zakaj mi pa tega nisi prej povedal?” 
„Da ne bi toliko trpela. Toda nocoj, ko se čutim tako zelo bolnega, te moram na to pripraviti, moja ljuba in uboga mama.”
.
Zdravnik je ugotovil davico, proti kateri takrat še niso imeli cepiva in je bila neozdravljiva ter jo je redkokdo preživel. Zdravstvono stanje se mu je že boljšalo, potem pa spet poslabšalo. 
Pred smrtjo je hotel potolažiti potrto mamo rekoč: “Ljuba mamica, zdaj bom umrl. Marija bo prišla pome in me vzela. Misel, da moram zapustiti očeta, brata Marka in zlasti tebe, mi povzroča hudo trpljenje. Ker pa to hoče Bog, se prepuščam njegovim rokam. Marija mi je dejala: iz tvojih rok bom prešel v njene. Ne joči, mama, tako mi bo sladko umreti.” 

## Postopek za beatifikacijo
Vidko je bil znan in priljubljen v času med dvema vojnama kot najmlajši katoliški svetniški kandidat ne-mučenec. Njegov postopek za beatifikacijo se je začel 15. novembra 1941 in je bil končan 18. decembra 1947. Na Slovenskem se je priljubil zlasti otrokom prek sestavkov v nadaljevanjih v otroški reviji Angelček. 